# Сафоново (Орловская область)
Сафоново — деревня в Залегощенском районе Орловской области России. Входит в состав Ломовского сельского поселения.

## География
Деревня находится в центральной части Орловской области, в лесостепной зоне, в пределах центральной части Среднерусской возвышенности, к югу от автодороги 54А-1, на расстоянии примерно 31 километра (по прямой) к западу-юго-западу (WSW) от посёлка городского типа Залегощь, административного центра района. Абсолютная высота — 231 метр над уровнем моря.
Часовой пояс
Деревня Сафоново, как и вся Орловская область, находится в часовой зоне МСК (московское время). Смещение применяемого времени относительно UTC составляет +3:00.

## Население
| 2010 |
| ---- |
| 1    |